# Молочай мелкосмоковник
Молочай мелкосмоковник (лат. Euphorbia chamaesyce) — вид растений рода Молочай (Euphorbia) семейства Молочайные (Euphorbiaceae), распространённый от Макаронезии и Марокко до Западной Сибири и Пакистана.

## Ботаническое описание
Однолетние травянистые растения. Побеги стелющиеся, ветвистые, 5—20 см длиной. Листья супротивные, продолговато-эллиптические или продолговато-обратнояйцевидные; прилистники шиловидные.
Циатии в пазухах листьев или на концах коротких пазушных веточек, с 4 линейно-эллиптическими нектарниками с белыми лепестковидными придатками. Плод — усеченно-яйцевидная коробочка. Семена продолговато-яйцевидные.

## Значение и применение
Летом отлично поедается мелким рогатым скотом. Ценен как длительно вегетирующее растение, дающее сочный корм в летний сезон. Для овец считается нажировочным. Содержит среднее количество протеина и немного клетчатки. Выносит небольшое засоление почвы. Переносит сильный скотобой, до определённого предела растёт гуще, чем сильнее выбивание.

## Синонимы
- Anisophyllum chamaesyce (L.) Haw. (1812)
- Anisophyllum vaticanum Gand. (1890), opus utique oppr.
- Chamaesyce canescens (L.) Prokh. (1933)
- Chamaesyce canescens subsp. glabra (Roep.) Soják (1972)
- Chamaesyce canescens subsp. massiliensis (DC.) Soják (1972)
- Chamaesyce chamaesyce (L.) Hurus. (1954), nom. inval.
- Chamaesyce libassii (Lojac.) Giardina & Raimondo (2007)
- Chamaesyce massiliensis (DC.) Galushko (1974)
- Chamaesyce vulgaris Prokh. (1941)
- Chamaesyce vulgaris subsp. massiliensis (DC.) Benedí & Orell (1993)
- Ditrita rotundifolia Raf. (1838)
- Euphorbia canescens L. (1762) — Молочай сереющий
- Euphorbia chamaesyce var. canescens (L.) Sm. (1809)
- Euphorbia chamaesyce var. glabra Roep. (1824)
- Euphorbia chamaesyce var. glabriuscula Lange (1877)
- Euphorbia chamaesyce var. massiliensis (DC.) Thell. (1917)
- Euphorbia chamaesyce var. pilosa Roep. (1824)
- Euphorbia libassii Lojac. (1907)
- Euphorbia massiliensis DC. (1815)
- Euphorbia massiliensis var. villosa DC. (1815)
- Euphorbia perforata Tineo ex Lojac. (1907)
- Euphorbia pinnulosa Lojac. (1907)
- Euphorbia prostrata Burch. ex Hemsl. (1884)
- Euphorbia vaticana Gand. (1910)
- Tithymalus chamaesyce (L.) Moench (1794)
- Tithymalus nummularius Lam. (1779)
- Xamesike palestina Raf. (1840)
- Xamesike vulgaris Raf. (1838)
- Xamesike xamobala Raf. (1838)